# 選舉地理學
選舉地理學，是社會地理學及政治地理學的一部分，用以對一個國家各區域的選民素質、選情推定、民意測驗等進行統計分析為主的研究，探討選民對政情反應、社會輿論傾向、選舉制度差異、選區劃分等問題。